# بالدوميرو إسبارتيرو
الدون خواكين بالدوميرو فرنانديز إسبارتيرو ذالفاريز ديتورو، أمير فيرغارا، دوق لافيكتوريا، دوق موريلا، كونت لوتشانا، فيكونت بانديراس (بالإسبانية: Baldomero Espartero)‏ (27 فبراير 1793 - 8 يناير 1879) هو جنرال إسباني وسياسي. ويعد من الفصيل الراديكالي (أو حزب التقدم) من الليبرالية الإسبانية وقد أضحى رمزا لهم وبطلا بعد أن نال الفضل في الانتصار على الكارليين سنة 1839. ونتيجة لذلك فقد منحته الملكة إيزابيل الثانية لقبه النبيل دوق لا فيكتوريا. وقد منحه الملك أماديو لقب أمير فيرغارا سنة 1870.

## بداية حياته
ولد إسبارتيرو في جراناتولا دي كالاترافا وهي قرية في سيوداد ريال. وهو الطفل التاسع لمانويل أنتونيو فيرنانديز إسبارتيرو وكانياداس وهو قائد عربة وكان يريده يصبح قسيسا وأمه جوزيفا فيسنتا الفاريز ديتورو ومولينا. وعندما بلغ سن 15 دخل إسبارتيرو في كتيبة الطلاب لمحاربة جيوش نابليون. وفي سنة 1811 تم تعيينه ملازم أول لسلاح الهندسة في قادس، ولكن بعد أن فشل في اجتياز الاختبار دخل في فوج العسكرية. فذهب إلى أمريكا الجنوبية في 1815 برتبة نقيب تحت إمرة الجنرال بابلو موريلو القائد العام للجيش لقمع تمرد المستعمرات في الأرض الأسبانية للأمريكتين. وقد تميز إسبارتيرو لمدة ثماني سنوات في نضاله ضد سكان المستعمرات. وقد أصيب عدة مرات، واعطيت له رتبتي رائد وعقيد خلال المعارك في كوتشابامبا. وقد استسلم إلى سوكري في معركة أياكوتشو الفاصلة، التي انهت الحكم الإسباني. فعاد إلى دياره، ومثل معظم رفاقه في السلاح فقد فقدوا الثقة في قدرتهم العسكرية. ثم أرسل إلى حامية لوغرونيو في لاريوخا حيث تزوج فيها بتاريخ 13 سبتمبر 1827 من ابنة يتيمة لأحد ملاك الأراضي الأغنياء اسمه ايزيكيل مارتينيز (1786-1812) وزوجته ماريا ديل كارمن (1786-1816) الدونا ماريا جاسينتا مارتينيز دي سيسيليا ذ سانتا كروز التي ولدت في 16 أغسطس 1811 وبقيت زوجة له حتى توفيت في 1878 من دون أن تنجب له أطفال. ومن بعدها أضحت لوغرونيو مقصدا لأبرز الجنرالات السياسيين الإسبان في القرن ال19.

## الحرب الكارلية
أضحى إسبارتيرو بعد وفاة الملك فيرناندو السابع سنة 1833 مدافعا متحمسا لحقوق ابنته إيزابيلا الثانية. وقد أرسلته الحكومة في بداية الحرب الكارلية الأولى إلى الجبهة قائدا عسكريا لمقاطعة بيسكاي، فهزم الجيوش الكارلية في العديد من المعارك. تمت ترقيته بسرعة إلى قائد كتيبة، ثم فريق. وقد برهن قدرته في حرب العصابات مساوية تماما لتلك التي يقوم بها القادة الكارليين أمثال زومالاكاريغي ورامون كابريرا وذلك بزحفه الجريء والمفاجئ. فهو يتفوق عليهم كثيرا بالتنظيم والإستراتيجية عندما يحرك قوة كبيرة من قواته، كما أن نجاحاته التي سطرها لا يعاب عليها قسوته أو شدته المفرطة. فقد أجبر الكارليين مرتين لإنهاء حصار بلباو قبل تعيينه القائد العام لجيش الشمال في 17 سبتمبر 1836. في هذا الوقت بدا أن الحرب تسير لصالح المدعي في محافظات اقليم الباسك ونافارا، ومع ذلك فقد خسر الدون كارلوس أفضل ضباطه الباسكي زومالاكاريغي.

## هزيمة الكارليين

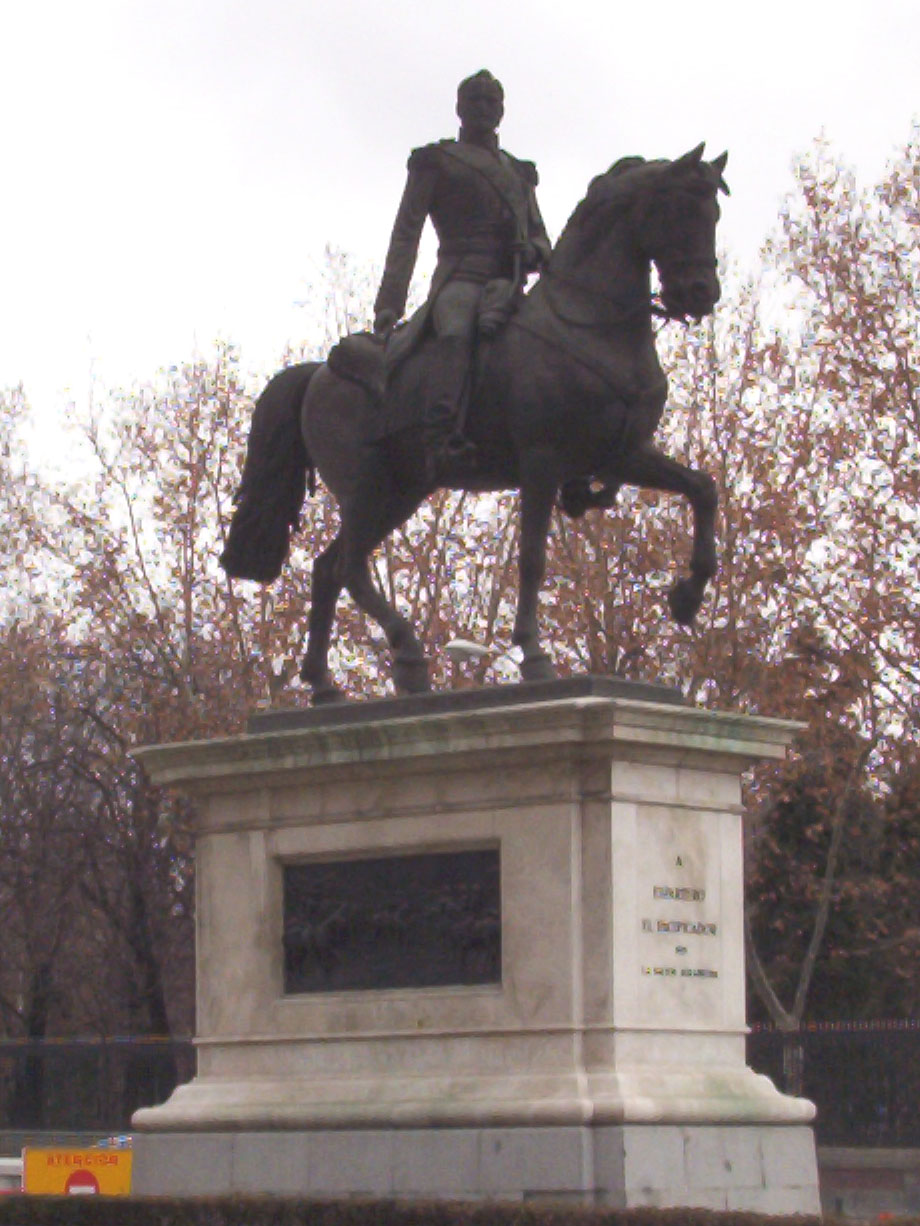
تمثال برونزي لفروسية بالدوميرو إسبارتيرو. 1886 في مدريد.

لم تمنع مهام إسبارتيرو العسكرية بأنه قائد للجيش الوطني من أن يظهر طموحه السياسي. وقد عرض ميوله بأنها راديكالية للميل نحو الإصلاح بحيث أصبح ذو شعبية بين الطبقات الدنيا والمتوسطة، واستمرت تلك الشعبية أكثر من ربع قرن، حيث كان اعتبره كلا من التقدميين والديمقراطيين والليبراليين في ذلك الوقت مستشارا. ثم أجبر الكارليين مرة أخرى في نوفمبر 1836 أن ينهوا حصارهم المفروض على بلباو. ومن بين قواته الفيلق البريطاني بقيادة السير ديلاسي ايفانز. تحول اتجاه الحرب ضد الدون كارلوس، الذي حاول عبثا الإغارة على مدريد، لكنه هزم في معركة أرانثويكي. وفي الوقت نفسه، فقد تم ترشيحه للمرة الأولى في يوم 18 يونيو 1837 ليكون سابع رئيس للوزراء لإسبانيا حتى 18 أغسطس 1837. واستمر إسبارتيرو بمطاردة العدو وأجبره على الهروب شمالا، وبعد عدة مواجهات انتصر في معركة راماليس يوم 12 مايو 1839، مماأكسبه لقب دوق دي لا فيكتوريا.
وفي سنة 1839 بدأ إسبارتيرو بمفاوضات حذرة مع الجنرال ماروتو والزعماء الكارليين في اقليم الباسك. وانتهت بالقبول بشروطه في اتفاقية فيرغارا التي ضمنت الاعتراف برتب وألقاب ما يقرب من 1000 ضابط من الضباط الكارليين ودمجهم بالجيش، واستسلم 20,000 متطوع كارلي في فيرغارا; أما الذين رفضوا المصالحة بقيادة كابريرا فقد استمروا بالمناوشات لبعض الوقت في المحافظات الوسطى. ثم مالبث أن هزم إسبارتيرو باقي القوات المتمردة في 1840 فأنهى نزاعا استمر سبع سنوات. وقد لقب بمحب سلام إسبانيا (بالإسبانية: El pacificador de España)‏، واستحق لقب نبيل إسباني [الإنجليزية] من الدرجة الأولى، وحصل على لقبين من الألقاب الدوقية.

## الحياة السياسية
أبدى معارضي إسبارتيرو السياسيين من المعتدلين رغبتهم بتعديل دستور التقدميين لسنة 1837. وكان مقترحهم إلغاء المجالس المحلية المنتخبة ديمقراطيا على وجه الخصوص لتدمير القاعدة القوية للتقدميين. تم إيقاف من هذا التهديد في الثورة الراديكالية 1840، وبعدها أضحى دور المحافظين هامشي وأصبح إسبارتيرو سيد اسبانيا.
خلال السنوات الثلاث الأخيرة من الحرب مارس إسبارتيرو عندما كان نائبا تأثيره على ساسة مدريد من مقره البعيد بحيث أنه عجل بنهاية مجلس الوزراء مرتين، ونال مناصب لأصدقائه المقربين. وفي نهاية الحرب حاولت الملكة الوصية ووزرائها القضاء على إسبارتيرو والمقربون له، ولكن تبع ذلك محاولة انقلاب في مدريد وغيرها من المدن الكبيرة والتي بلغت ذروتها في قبول الجنرال قبول منصب رئيس الوزراء، وسرعان ماأصبح ديكتاتورا، فتلقت الملكة كريستينا الإهانة بسبب شعبيته القوية فاستقالت من منصب الوصاية، تاركة المملكة بعد الاستقالة بسرعة. فالتقى برلمان إسبانيا بإسبارتيرو وانتخبه وصيا على العرش ب 179 صوتا مقابل 103 لأوغستين أرغييس الذي عين وصيا على الملكة الصغيرة.
أجبرت الوصية ماريا كريستينا بالخروج إلى المنفى بتهمة تآمرها مع المعتدلين، فأصبح إسبارتيرو نفسه الوصي مع نية البقاء هكذا حتى تكتمل ملكة المستقبل إيزابيلا الثانية العمر القانوني. مكنت شعبية إسبارتيرو من هزيمة تمرد المعتدلين العسكري في كل أنحاء أسبانيا في 1841. ومع ذلك فقد كان عمليات الإعدام للعشرات من المتآمرين قاسية جدا، بما فيهم العديد من أبطال الحرب كانوا زملاء معه، وكذلك له حل متسرع وناكر جميل المجالس العسكرية (بالإسبانية: junta)‏ مما انهى حركات التمرد بسرعة، ولكن ذلك أثر على شعبيته بأنه الوصي. (فقد قالت له الملكة ماريا كريستينا: «لقد صنعتك دوقا، ولكنني لاأستطيع جعلك رجلا».).

## حكم إسبارتيرو

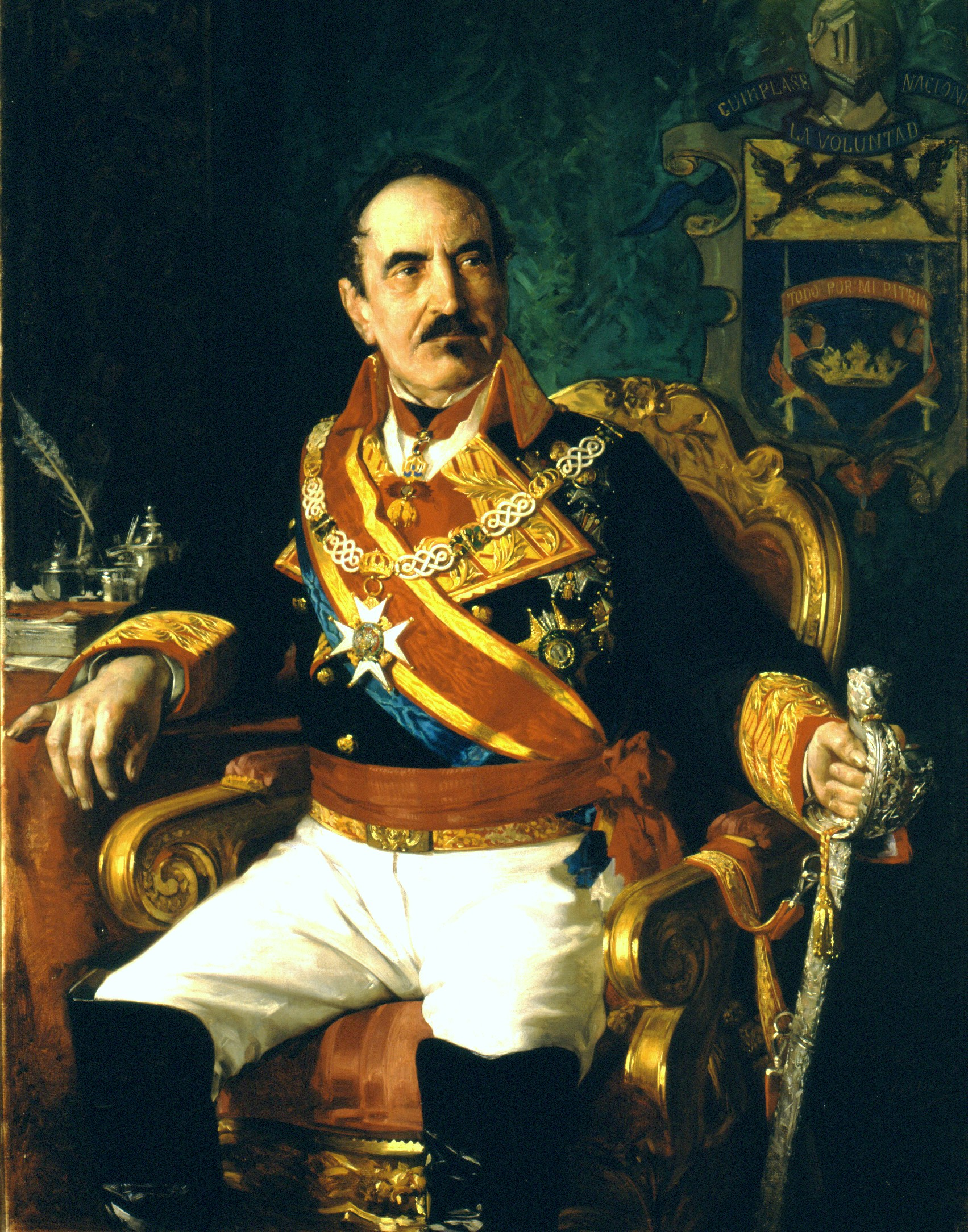
صورة لأمير فيرغارا. موجودة في مجلس النواب الإسباني.

حكم إسبارتيرو إسبانيا لمدة سنتين، فهو رئيس مجلس الوزراءال18 في الفترة من 16 سبتمبر 1840 إلى 21 مايو 1841، وفقا لتصرفاته المتطرفة والتصالحية مع إبداء اهتمام خاص لإعادة تنظيم الإدارة والضرائب والمالية، معلنا أن عقارات الكنيسة والتجمعات والجماعات الدينية يجب أن تكون لملكية الدولة، وألغى دشمة أو العشور. وقد قام بقمع التمرد الجمهوري بقسوة شديدة كما فعل في جنرالات التمرد العسكري كونشا ودييغو دي ليون. فقد أعدم الأخير في مدريد.
تمكن إسبارتيرو من هزيمة تمرد في برشلونة، ولكنه لاقى ترحابا ضعيفا عند عودته إلى مدريد فتبين له أن هيبته بدأت بالتناقص. فالركود الاقتصادي وظهور شائعات عن وجود اتفاق للتجارة الحرة مع المملكة المتحدة أثار تمردا شعبيا من عمال وبرجوازية برشلونة 1842. فقام إسبارتيرو بقصف المدينة فانهى تهديد الثوار. ولكن التمرد الثاني في سنة 1843 اشترك فيه المتآمرين من المعتدلين جنبا إلى جنب مع الثوار العسكريين. فأعلن المتمردون بلوغ الملكة إيزابيلا السن القانوني فساروا بقيادة الجنرال رامون ماريا نارفايس نحو مدريد. فاعتبر إسبارتيرو المقاومة عديمة الفائدة، فباشر في قادس يوم 30 يوليو 1843 ليعيش في إنجلترا بهدوء فبقي حتى سنة 1848 عندما صدر مرسوم ملكي أعاد له كل مكانته والألقاب الشرفية واستعاد كرسيه في مجلس الشيوخ. أطلق عليه لقب عدو الشعب رقم واحد بسبب ردة فعله بقوات وحشية. لم يتمكن إسبارتيرو من العودة إلى أرضه في شمال اسبانيا إلا بعد صدور مرسوم عفو أواخر عقد 1840.
في الواقع فإن نظام إسبارتيرو (1840-1843) قد فعل شيئا لفقراء اسبانيا، فردة فعله لمكافحة راديكالية المعتدلين جعلت منه بطلا شعبيا بين العمال. لذلك كان من المنطقي أن يصبح قائد «السنتين التقدميتين» التي لم تدم طويلا (1854-1856)، وبذلك أصبح رئيس الوزراء اسبانيا رقم 43 بدءا من يوم 19 يوليو 1854. ولكن زمان هذا الزعيم التقدمي كان قد ولى وفات.
سعى الجنرال العجوز عبثا الحفاظ على مطالبه التقدمية الخاصة مقبولة في الكورتيس 1854-1856 وفي المدن الكبيرة، ولكن المطالب المفرطة من أجل الإصلاحات والحريات تلاعبت بها أيدي رجال الدين والبلاط الرجعي والطبقات الحاكمة الرجعية على حد سواء. ودائما ماصطدمت آراء إسبارتيرو مع طموح الجنرال أودونيل المتزايد، حتى بدأ إسبارتيرو وفي قرف كامل بالاستقالة من رئاسته للوزراء، وغادر إلى لاغرونو بعدما حذر الملكة من وقوع صراع وشيك بين أودونيل والبرلمان (الكورتيس) ومدعوم بالميليشيا التقدمية. فأعلن أودونيل ببيانه عقب انقلابه في 1856 بحل الكورتيس ونزع سلاح الميليشيات بعد اندلاع مواجهات في شوارع العاصمة. فاستلم المعتدلون زمام السلطة السياسية الأسبانية مرة أخرى وبدء حكومة الاتحاد الليبرالي في 1856.

## الإعتزال

شعار النبالة الخاص لإسبارتيرو. اشتهرت بين دارسي الشعار مدى بهرجتها وتعقيدها.

رفض إسبارتيرو بحزم بعد 1856 مساواة نفسه مع الساسة النشطين، ولكن كان يطلب منه على الدوام المشاركة معهم. ثم استقال من منصب رئيس الوزراء في 14 تموز 1858، ورفض أن يسمح لنفسه أن يكون مرشحا عندما سعى الكورتيس بعد الثورة في 1868 لجعله حاكما. والغريب أن إسبارتيرو اعتمد جملة مقتضبة عندما تخاطبه الحكومات المتعاقبة عند مجيئهما إلى السلطة دائما. بدءا من ثورة 1868، ومجلس 1869 التأسيسي، والملك أماديو، والجمهورية الاتحادية سنة 1873، وحكومة الجنرال سيرانو التي لاإسم لها في 1874، ثم استعادة البوربون سنة 1875، حيث قالها ببساطة: Cumplase la voluntad nacional («دع الإرادة الوطنية أن تكتمل»).
أعطاه الملك أماديوس لقب أمير فيرغارا. أيدت حكومة الاستعادة ببناء تمثال له بالقرب من بوابة حديقة ريتيرو في مدريد تخليدا لذكراه. فوضع التمثال الرائع ونافورة في لوغرونو. توفي في لاريوخا في 8 يناير 1879. لم ينجب إسبارتيرو ذرية، أما ألقابه فقد ورثتها منه ابنة أخيه إيلاديا فرنانديز إسبارتيرو، دوقة لا فيكتوريا الثانية والكونتيسة لوتشانا الثانية.